# Pahanga
Pahanga is een geslacht van spinnen uit de  familie van de Tetrablemmidae.

## Soorten
- Pahanga centenialis Lehtinen, 1981
- Pahanga diyaluma Lehtinen, 1981
- Pahanga dura Shear, 1979
- Pahanga lilisari Lehtinen, 1981